# Hautes études des sciences et techniques de l'ingénierie et du management
 (août 2017).
Le groupe des Hautes études des sciences et techniques de l'ingénierie et du management - Groupe HESTIM - est un groupe des établissements d’enseignement supérieur privé au Maroc créé en 2006 sous le nom de HESTIM.
Le Groupe HESTIM a été créé initialement pour répondre au besoin du Maroc en matière du management industriel : "organisation et gestion de la production", "qualité-hygiène-sécurité-environnement", "risques industriels et maintenance" et génie logistique. Par la suite, Le Groupe HESTIM a introduit la filière génie civil en 2008.
En 2016, HESTIM est devenu HESTIM Ingénierie et a créé une nouvelle école HESTIM Management pour former le Groupe HESTIM. HESTIM Management a été créé pour répondre à la demande croissante des bacheliers en filières économiques.